# Акропарэстезия
Акропарэстези́я — заболевание нервной системы.
Акропарэстезия нервная болезнь, при которой периодически появляются своеобразные неприятные ощущения (онемение, потеря сознания, учащённое дыхание  беганье мурашек, боль, колотье) в периферических частях конечностей, преимущественно верхних, иногда и нижних, без нарушения других отправлений нервной системы и без участия таких симптомов, которые могли бы служить указанием на анатомическое страдание мозга или нервных стволов. Вне припадка больные акропарэстезией совершенно не представляют болезненных явлений. Акропарэстезия представляет по своему течению аналогию с невралгиями, и также принадлежит к группе неврозов, т. е. функциональных расстройств нервной системы.
Этиология может включать синдром запястного канала, полинейропатию, компрессию локтевого нерва или развитие болезни Фабри.